# Заевите
Заевите е махала на село Гела в Южна България. Тя се намира в община Смолян, област Смолян.

## География
Махала Заевите се намира в планински район.

## Редовни събития
Веднъж годишно, в първата неделя на август, се провежда събор, родова среща – Илинден. Всички роднини се събират, приготвят се чевермета, клинове /баница с ориз/ сарми от цвекло. На поляната има борове и всеки род си има бор, всички сядат под него и се веселят, ядат и пият и добра дума думат.